# Ida Lupino
Pour les articles homonymes, voir Lupino.
Ida Lupino est une actrice, scénariste, réalisatrice et productrice américano-britannique, née le 4 février 1918 à Londres, dans le quartier de Camberwell (Royaume-Uni), et morte le 3 août 1995 à Burbank (États-Unis). Tout au long de ses 48 années de carrière, elle est apparue dans 59 films et en a réalisé huit, travaillant principalement aux États-Unis, dont elle a obtenu la citoyenneté en 1948. Elle est largement considérée comme la cinéaste la plus en vue dans les années 1950 durant la période du système des studios hollywoodiens. Avec sa société de production indépendante, elle co-écrit et co-produit plusieurs films à message social et devient la première femme à réaliser un film noir avec Le Voyage de la peur en 1953.
Parmi les autres films réalisés par Lupino, les plus connus sont Avant de t'aimer (1949), sur une fille non mariée tombant enceinte (elle prend la suite d'un réalisateur malade et refuse d'être créditée à la réalisation), Faire face (1950), vaguement basé sur ses propres expériences dans la lutte contre la polio paralysante, Outrage (1950), l'un des premiers films sur le viol, Bigamie (1953) et Le Dortoir des anges (1966). Sa carrière de réalisatrice, courte mais extrêmement influente, abordant les thèmes des femmes piégées par les conventions sociales, généralement dans des contextes mélodramatiques ou noirs, est un exemple pionnier de cinéma protoféministe.
En tant qu'actrice, ses films les plus connus sont Sherlock Holmes (1939) avec Basil Rathbone, Une femme dangereuse (1940) avec George Raft et Humphrey Bogart, La Grande Évasion (1941) avec Bogart, Le Vaisseau fantôme (1941) avec Edward G. Robinson et John Garfield, Ladies in Retirement (1941) avec Louis Hayward, La Péniche de l'amour (1942) avec Jean Gabin, La Manière forte (1943), Le Repaire du forçat (1947) avec Dane Clark, La Femme aux cigarettes (1948) avec Cornel Wilde et Richard Widmark, La Cinquième Victime (1956) avec Dana Andrews et Vincent Price, et Junior Bonner, le dernier bagarreur (1972) avec Steve McQueen.
Lupino a également réalisé plus de 100 épisodes d'émissions de télévision dans divers genres, notamment des westerns, des contes surnaturels, des comédies de situation, des mystères de meurtre et des histoires de gangsters. Elle est la seule femme à avoir réalisé un épisode de la série originale La Quatrième Dimension (Les Masques), et la seule réalisatrice à jouer dans un épisode (Du succès au déclin).

## Biographie
Fille des acteurs Stanley Lupino (en) (1893-1942) et Connie Emerald (en) (1892-1959), Ida Lupino s'inscrit dans une longue lignée de marionnettistes, comédiens, danseurs, clowns, mimes. La famille Lupino (en) est d'origine italienne, l'installation en Grande-Bretagne remontant à Giorgio Lupino, de Bologne. Réfugié politique en 1612 à Plymouth, il fut marionnettiste. Ses spectacles montraient le personnage de la Commedia dell'Arte, Pulcinella, qui devint auprès de ce public britannique Punchinello puis Punch.
texte à reprendre[à vérifier]
À dix ans, Ida Lupino connaît l'intégralité des rôles féminins du théâtre de William Shakespeare. Elle fait ses débuts d'actrice au cinéma dans de petites productions britanniques avant de partir pour Hollywood, où on la remarque en 1935 dans Peter Ibbetson d'Henry Hathaway. Elle rencontre le succès à partir de 1941, avec Une femme dangereuse et La Grande Évasion de Raoul Walsh avec Humphrey Bogart. Tout au long de sa carrière, elle interprète des rôles de composition, incarnant souvent des femmes fatales ou malheureuses. Raoul Walsh, Nicholas Ray, Fritz Lang, Robert Aldrich lui offrent ses plus beaux rôles.
Au milieu des années 1940, Ida Lupino est attirée par la réalisation. Elle raconte comment elle a eu l'impression de s'ennuyer sur les plateaux de tournage alors que « quelqu'un d'autre semblait faire tout le travail intéressant ». Avec son mari, le producteur et scénariste Collier Young, elle monte une société de production indépendante, The Filmmakers, et devient productrice, réalisatrice et scénariste de films à petit budget, abordant souvent des questions de société.
En 1949, sa première réalisation lui échoit de façon inattendue, quand Elmer Clifton, qui dirigeait, pour The Filmmakers, Avant de t'aimer (Not Wanted), film dont elle avait écrit le scénario, subit une crise cardiaque mineure et doit abandonner le tournage. Ida Lupino reprend le film et le termine. Dans les années qui suivent, elle réalise ses propres projets, et devient à Hollywood l'une des rares réalisatrices de l'époque, avec des films remarqués comme Faire face et Bigamie. En 1950, elle intègre le syndicat des réalisateurs de cinéma, la Directors Guild of America, dont elle est la seule femme sur un millier de membres ; les assemblées générales de l'organisation commencent donc par l'adresse suivante : « Gentlemen & Miss Lupino ».
En 1980, la journaliste Carrie Rickey écrit dans The Village Voice qu'Ida Lupino est un modèle pour les réalisatrices : « Non seulement Lupino prend en main la production, la réalisation et le scénario, mais chacun de ses films aborde frontalement la sexualité, l'indépendance, la dépendance. »
Elle réalise des films sur des questions de société. Elle traite notamment des conditions de vie des femmes même si publiquement, elle tient ses distances avec le mouvement féministe. Ses films sont centrés sur les personnages féminins. Dans Outrage, réalisé en 1950, Ida Lupino raconte le viol d'Ann, le traumatisme et les troubles psychiques qu’il a produits sur la victime. Ida Lupino se démarque en traitant d'un sujet de société tabou.
En 1953, Ida Lupino réalise son premier film d'action, Le Voyage de la peur (The Hitch-Hiker), faisant d'elle la première femme à diriger un film noir.
Pour l'écrivain Richard Koszarski, « ses films affichent les obsessions et la cohérence d'un véritable auteur... Lupino montre des mâles dangereux et irrationnels, semblables en cela aux femmes telles qu'elles sont représentées dans la plupart des films noirs d'Hollywood dirigés par des hommes ».

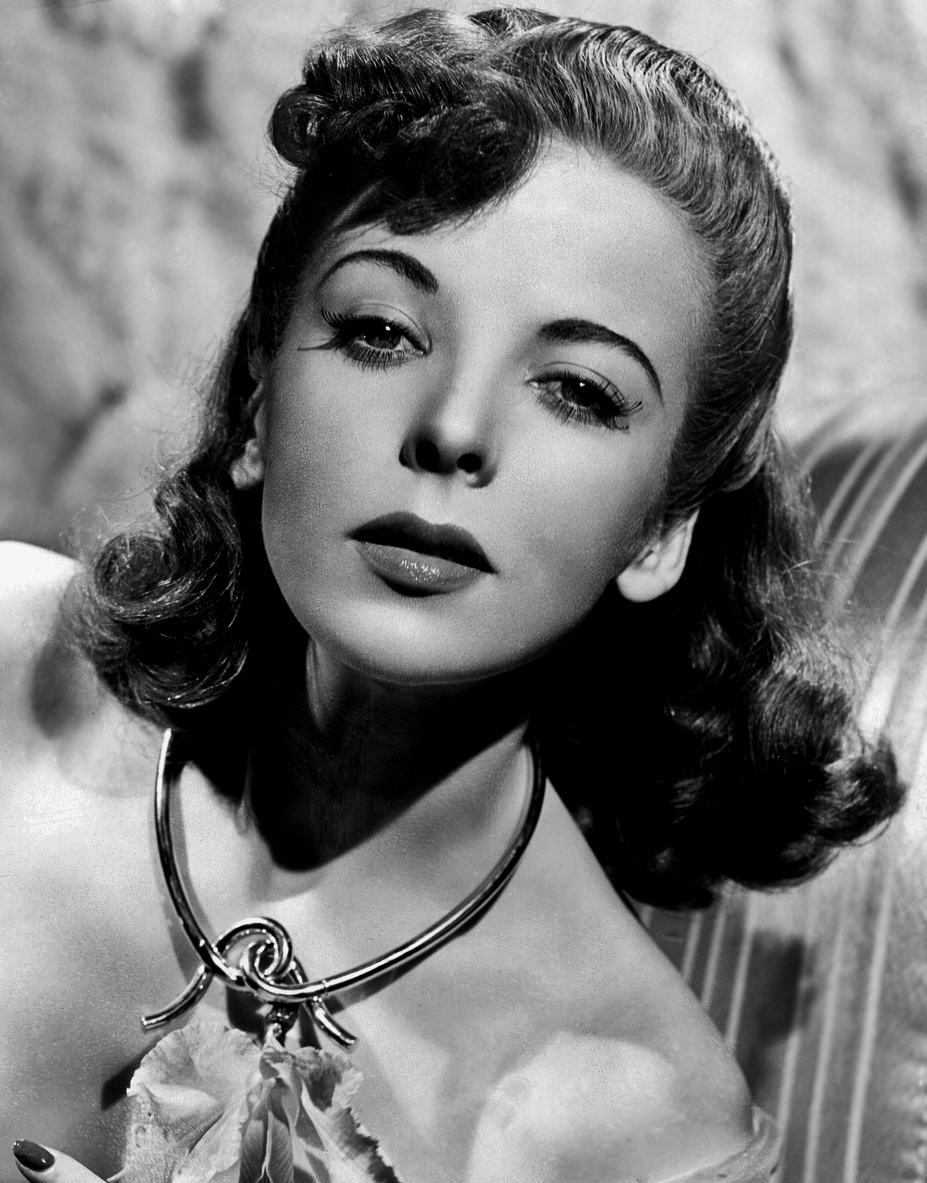
Ida Lupino dans les années 1930.

En 1952, Ida Lupino devient la « quatrième star » de Four Star Productions en rejoignant dans la société de production Dick Powell, David Niven et Charles Boyer, après le retrait de Joel McCrea et de Rosalind Russell.
En 1954, elle écrit un autre scénario de film noir, réalisé cette fois-ci par Don Siegel, Ici brigade criminelle (Private Hell 36). Ida Lupino a souvent plaisanté en disant que si elle avait été, en tant qu'actrice, la « Bette Davis du pauvre », elle était devenue comme réalisatrice le « Don Siegel du pauvre ».
Après ses longs métrages pour le cinéma, elle réalise de nombreux épisodes de série télévisée, notamment pour Alfred Hitchcock présente (A Crime for Mothers par exemple), Ma sorcière bien-aimée, La Quatrième Dimension, Le Fugitif, Les Incorruptibles.
Ida Lupino meurt d'un infarctus alors qu'elle est soignée pour un cancer du côlon le 3 août 1995 à Burbank,,. Ses cendres ont été dispersées au Forest Lawn Memorial Park en Californie, entre la tombe de sa mère et celle d'Errol Flynn.

### Vie privée
Ida Lupino a été mariée trois fois :
- avec l'acteur Louis Hayward de novembre 1938 à mai 1945 ;
- avec le producteur Collier Young d'août 1948 à septembre 1951 ;
- avec l'acteur Howard Duff d'octobre 1951 à 1983.

Elle a eu avec ce dernier une fille, Bridget, née le 23 avril 1952.

## Filmographie

### Comme actrice

#### Cinéma

##### Années 1930
- 1931 : The Love Race (en) de Lupino Lane (non créditée)
- 1933 : Her First Affaire (en) d'Allan Dwan : Anne
- 1933 : The Ghost Camera (en) de Bernard Vorhaus : Mary Elton
- 1933 : High Finance (en) de George King : Jill
- 1933 : I Lived with You (en) de Maurice Elvey : Ada Wallis
- 1933 : Le Cercle de la mort (Money for Speed) de Bernard Vorhaus : Jane
- 1933 : Prince of Arcadia (en) de Hanns Schwarz : la princesse
- 1934 : L’École de la beauté (Search for beauty) de Erle C. Kenton : Barbara Hilton
- 1934 : Les Gars de la marine (Come on Marines) de Henry Hathaway : Esther Smith-Hamilton
- 1934 : Ready for Love (en) de Marion Gering : Marigold Tate
- 1935 : Paris in Spring de Lewis Milestone : Mignon de Charelle
- 1935 : La Fiesta de Santa Barbara de Louis Lewyn : elle-même (court métrage)
- 1935 : Smart Girl (en) d'Aubrey Scotto : Pat Reynolds
- 1935 : Peter Ibbetson de Henry Hathaway : Agnes
- 1936 : Transatlantic Follies (Anything Goes) de Lewis Milestone : Hope Harcourt
- 1936 : One Rainy Afternoon de Rowland V. Lee : Monique Pelerin
- 1936 : Yours for the Asking d'Alexander Hall : Gert Malloy
- 1936 : Le Joyeux Bandit (The Gay Desperado) de Rouben Mamoulian : Jane
- 1937 : Les Démons de la mer (Sea Devils) de Benjamin Stoloff : Doris Malone
- 1937 : Let's Get Married (en) d'Alfred E. Green : Paula Quinn
- 1937 : Artistes et Modèles (Artists and Models) de Raoul Walsh : Paula Sewell / Paula Monterey
- 1937 : Fight for Your Lady (en) de Benjamin Stoloff : Marietta
- 1939 : L'Empreinte du loup solitaire (The Lone Wolf Spy Hunt) de Peter Godfrey : Val Carson
- 1939 : The Lady and the Mob (en) de Benjamin Stoloff : Lila Thorne
- 1939 : Les Aventures de Sherlock Holmes (The Adventures of Sherlock Holmes) d'Alfred L. Werker : Ann Brandon
- 1939 : La Lumière qui s'éteint (The Light That Failed) de William A. Wellman : Bessie Broke

##### Années 1940

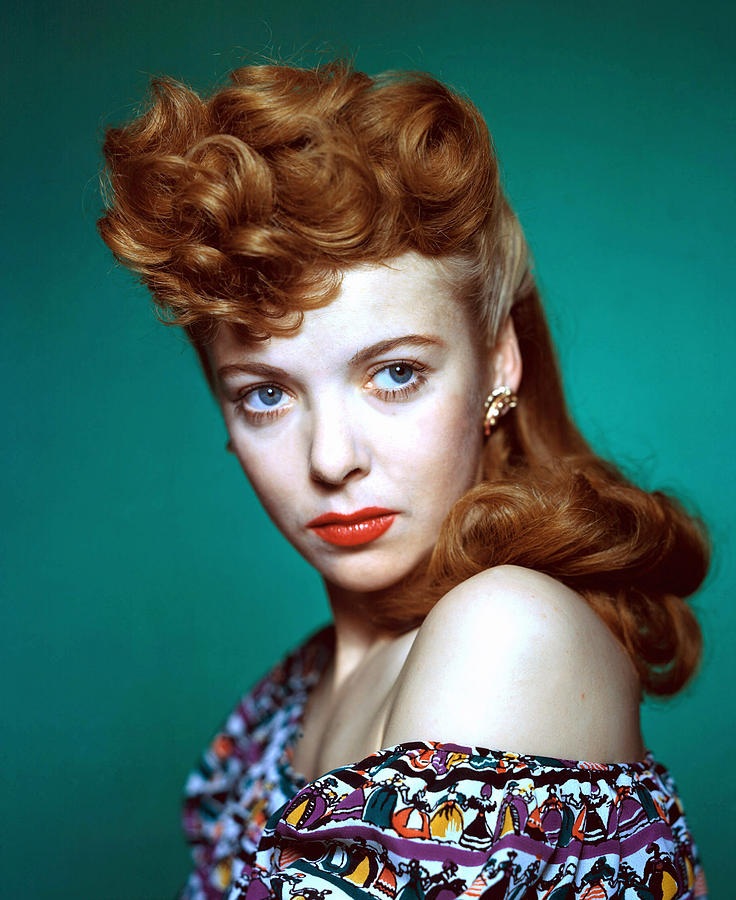
Ida Lupino dans les années 1940.

- 1940 : Une femme dangereuse (They Drive by Night) de Raoul Walsh : Lana Carlsen
- 1941 : La Grande Évasion (High Sierra) de Raoul Walsh : Marie
- 1941 : Le Vaisseau fantôme (The Sea Wolf) de Michael Curtiz : Ruth Webster
- 1941 : Out of the Fog d'Anatole Litvak : Stella Goodwin
- 1941 : Ladies in Retirement de Charles Vidor : Ellen Creed
- 1942 : La Péniche de l'amour (Moontide) d'Archie Mayo : Anna
- 1942 : Life Begins at Eight-Thirty d'Irving Pichel : Kathy Thomas
- 1943 : Et la vie recommence (Forever and a Day) de René Clair, Edmund Goulding, Cedric Hardwicke, Frank Lloyd, Victor Saville, Robert Stevenson et Herbert Wilcox : Jenny Jones
- 1943 : La Manière forte (The Hard Way) de Vincent Sherman : Helen Chernen
- 1943 : Remerciez votre bonne étoile (Thank Your Lucky Stars) de David Butler : elle-même
- 1944 : In Our Time de Vincent Sherman : Jennifer Whittredge
- 1944 : Hollywood Canteen de Delmer Daves : elle-même (caméo)
- 1945 : Pillow to Post de Vincent Sherman : Jean Howard
- 1946 : La Vie passionnée des sœurs Brontë (Devotion) de Curtis Bernhardt : Emily Brontë
- 1947 : L'Homme que j'aime (The Man I Love) de Raoul Walsh : Petey Brown
- 1947 : Le Repaire du forçat (Deep Valley) de Jean Negulesco : Libby Saul
- 1947 : Tu ne m'échapperas pas (Escape Me Never) de Peter Godfrey et LeRoy Prinz : Gemma Smith
- 1948 : La Femme aux cigarettes (Road House) de Jean Negulesco : Lily Stevens
- 1949 : Le Démon de l'or (Lust for Gold) de S. Sylvan Simon : Julia Thomas

##### Années 1950

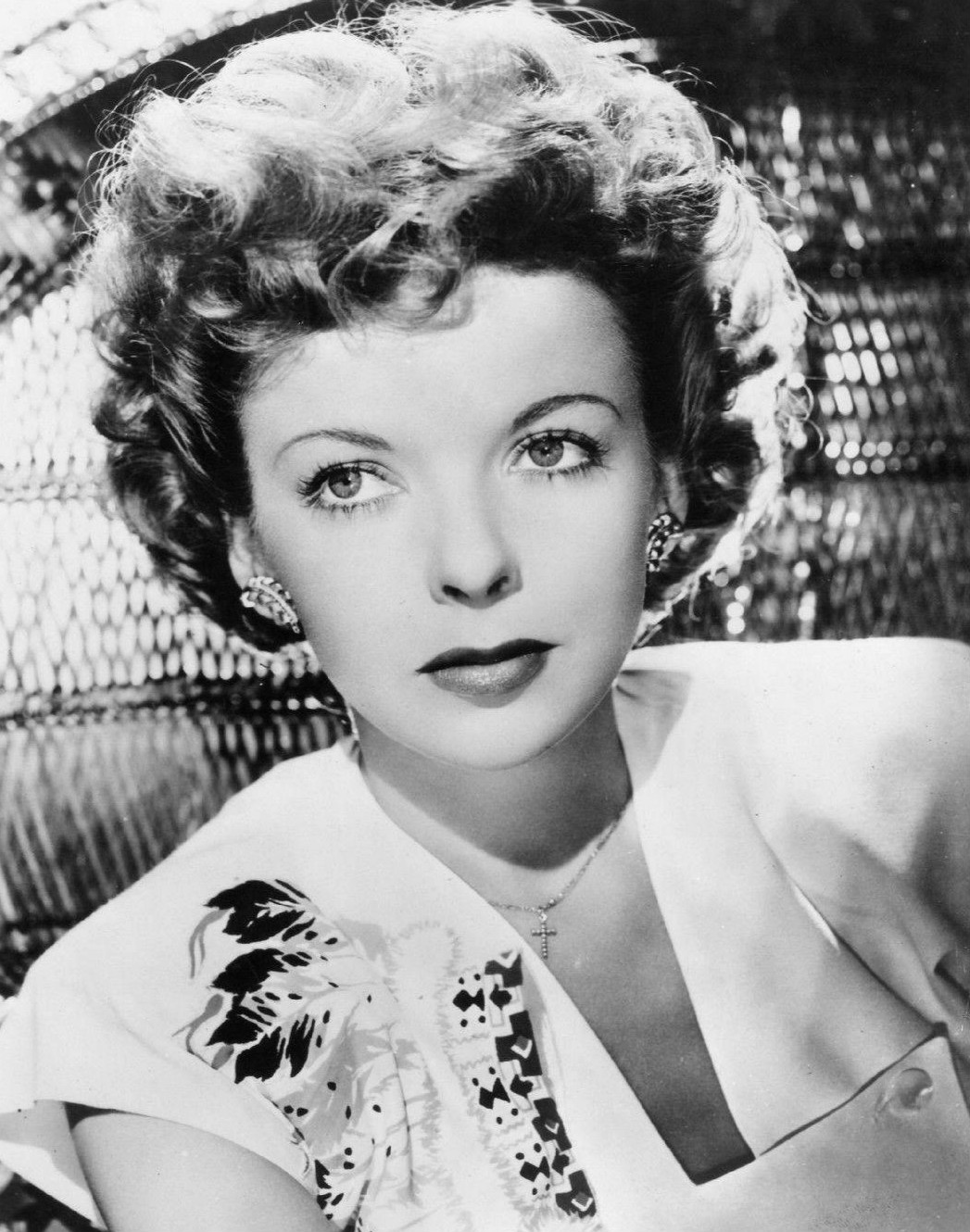
Ida Lupino vers 1950.

- 1950 : L'Araignée (Woman in Hiding) de Michael Gordon : Deborah Chandler Clark
- 1950 : Outrage d'Ida Lupino : une participante au bal
- 1951 : Jeu, set et match (Hard, Fast and Beautiful) d'Ida Lupino : une spectatrice au match de tennis
- 1951 : On the Loose (en) de Charles Lederer : la narratrice (non créditée)
- 1952 : La Maison dans l'ombre (On Dangerous Ground) de Nicholas Ray : Mary Malden
- 1952 : Beware, My Lovely de Harry Horner : Helen Gordon
- 1953 : Jennifer de Joel Newton : Agnes Langley
- 1953 : Bigamie (The Bigamist) d'Ida Lupino : Phyllis Martin
- 1954 : Ici brigade criminelle (Private Hell 36) de Don Siegel : Lilli Marlowe
- 1955 : Femmes en prison (Women's Prison) de Lewis Seiler : Amelia van Zandt
- 1955 : Le Grand Couteau (The Big Knife) de Robert Aldrich : Marion Castle
- 1956 : La Cinquième Victime (While the City Sleeps) de Fritz Lang : Mildred Donner
- 1956 : Strange Intruder d'Irving Rapper : Alice Carmichael

##### Années 1970
- 1972 : Junior Bonner, le dernier bagarreur (Junior Bonner) de Sam Peckinpah : Elvira Bonner
- 1975 : La Pluie du diable (The Devil's Rain) de Robert Fuest : Mme Preston
- 1976 : Soudain... les monstres (The Food of the Gods) de Bert I. Gordon : Mme Skinner
- 1978 : My Boys Are Good Boys de Bethel Buckalew : Mme Morton

#### Télévision

##### Téléfilms
- 1972 : Women in Chains (en) de Bernard L.Kowalski : Claire Tyson
- 1972 : Strangers in 7A (en) de Paul Wendkos : Iris Sawyer
- 1973 : Female Artillery de Marvin J. Chomsky : Martha Lindstrom
- 1973 : I Love a Mystery de Leslie Stevens : Randolph Cheyne
- 1973 : The Letters de Paul Krasny et Gene Nelson : Mrs Forrester

##### Séries télévisées
- 1958 : Mr. Adams and Eve, épisode Teenage Idol d'elle-même
- 1959 : La Quatrième Dimension (The Twilight Zone), épisode Du succès au déclin (The Sixteen-Millimeter Shrine) de Mitchell Leisen (1.4) : Barbara Jean Trenton
- 1959 : Bonanza ; La Concession (The Saga of Annie O' Toole) ;  Saison 1, épisode 7
- 1963 : Haute Tension (Kraft Suspense Theatre) épisode  Attention aux faux-pas (One Step Down) : Harriet Whitney
- 1966 : Les Mystères de l'Ouest (The Wild Wild West), épisode La Nuit des masques (The Night of the Big Blast) de Ralph Senensky (2.4) : Dr Faustina
- 1968 : Opération vol (It Takes a Thief) épisode Turnabout : Dr. Schneider
- 1971 : Nanny et le professeur (Nanny and the Professor), épisode The Balloon Ladies de Richard Kinon (2.19) : Tante Justine
- 1972 : Columbo, épisode Accident d'Edward M. Abroms (1.6) : Doris Buckner
- 1974 : Barnaby Jones, épisode The Deadly Jinx de Robert Douglas (2.15) : Kathy Revere
- 1974 : Columbo, épisode Le Chant du cygne de Nicholas Colasanto (3.7) : Edna Basket Brown
- 1974 : Le Justicier (The Manhunter), épisode The Ma Gantry Club de George McCowan (3.7) : Ma Gantry
- 1974 : Les Rues de San Francisco (The Streets of San Francisco), épisode Blockade de Virgil W. Vogel (2.17) : Wilma Jameson :
- 1975 : À plume et à sang (Ellery Queen), épisode The Adventure of the Lover's Leap de Charles S. Dubin : Stephanie Talbott Kendrick
- 1975 : Switch, épisode Stung from Beyond de Jerry London : Mrs. Simon
- 1975 : Sergent Anderson (Police Woman), épisode The Chasers de Barry Shear : Hilda Morris
- 1977 : Drôles de dames (Charlie's Angels), épisode I Will Be Remembered de Nicholas Sgarro (1.20) : Gloria Gibson

### Comme scénariste

#### Cinéma
- 1949 : Avant de t'aimer (Not Wanted) d'elle-même et Elmer Clifton
- 1949 : Faire face (Never Fear) d'elle-même
- 1950 : Outrage d'elle-même
- 1953 : Le Voyage de la peur (The Hitch-Hiker) d'elle-même
- 1954 : Ici brigade criminelle (Private Hell 36) de Don Siegel

#### Séries télévisées
- 1956 : Le Choix de... (Screen Directors Playhouse), épisode Checked Out d'elle-même
- 1956 : Four Star Playhouse, épisodes The Story of Emily Cameron de Roy Kellino et The Stand-in de Richard Kinon
- 1961 : Thriller, épisode The Last of the Sommervilles d'elle-même

### Comme réalisatrice

#### Cinéma
- 1949 : Avant de t'aimer (Not Wanted) coréalisé avec Elmer Clifton
- 1949 : Faire face (Never Fear)
- 1950 : Outrage
- 1951 : Jeu, set et match (Hard, Fast and Beautiful)
- 1953 : Le Voyage de la peur (The Hitch-Hiker)
- 1953 : Bigamie (The Bigamist)
- 1966 : Le Dortoir des anges (The Trouble with Angels)

#### Séries télévisées
- 1956 : Le Choix de... (Screen Directors Playhouse), épisode Checked Out
- 1956 : Climax !, épisode Fury at Down
- 1956 : On Trial, épisode The Trial of Mary Surratt
- 1958 : Mr. Adams and Eve, épisode Teenage Idol
- 1959 : The Donna Reed Show, épisode A Difference of Opinion
- 1959 : 77 Sunset Strip, épisodes The Jukebox Caper et A Check Will Do Nicely
- 1959-1960 : Hotel de Paree, épisodes The Man Who Believed in Law et Sundance and the Boat Soldier
- 1959-1961 : Have Gun - Will Travel, 8 épisodes
- 1960 : Tate, épisode The Man Who Believed in Law et Sundance and the Boat Soldier
- 1960 : Dante, épisode Opening Night
- 1960 : Hong Kong, épisode Clear for Action et The Turncoat
- 1960-1961 : Alfred Hitchcock présente (Alfred Hitchcock Presents), épisodes Sybilla et A Crime for Mothers
- 1961 : L'Homme à la carabine (The Rifleman), épisode Assault
- 1961-1962 : General Electric Theater, 5 épisodes A Possibility of Oil, The Joke's on Me, The Iron Silence, The Little Hours, A Very Special Girl
- 1961-1962 : Thriller, 9 épisodes
- 1962-1963 : Sam Benedict, épisodes Hear the Mellow Wedding Bells, Everybody's Playing Polo, Sugar and Spiece and Everything...
- 1962-1963 : Les Incorruptibles (The Untouchables), épisodes A Fist of Five, The Man in the Cooler, The Torpedo...
- 1963 : Breaking Point, épisode Heart of Mable, Body of Stone
- 1963-1964 : Le Fugitif (The Fugitive), épisodes Fatso, Glass Tightrope, The Garden House
- 1963-1965 : Mr. Novak, épisodes Love in the Wrong Season, Day in the Year, May Day, May Day...
- 1964 : Le Jeune Docteur Kildare (Dr Kildare), épisode The Walk in Grace
- 1964 : Haute Tension (Kraft Suspense Theatre), épisode The Threatening Eye
- 1964 : La Quatrième Dimension (The Twilight Zone), épisode The Masks (5.25)
- 1964-1965 : The Rogues, épisodes Hugger-Mugger, byt he Sea et Bow to a Master
- 1965 : Ma sorcière bien-aimée (Bewitched), épisode A is for Aardvark
- 1965 : Karen, épisode The Beverly Beat
- 1964-1966 : L'Île aux naufragés (Gilligan's Island), épisodes Good Night Sweet Skipper, Wrongway Feldman et The Producer
- 1966 : Le Virginien (The Virginian), épisode Dead-Eye Dick
- 1966 : Honey West, épisode How Brillig, O, Beamish Boy
- 1966 : Bob Hope Presents the Chrysler Theatre, épisode Holloway's Daughters
- 1967 : Daniel Boone, épisode The King's Shilling
- 1967 : Dundee and the Culhane, épisode The Thy Brother's Keeper Brief
- 1968 : Madame et son fantôme (The Ghost & Mrs Muir), épisode Madeira, My Dear ?

## Distinctions
Sauf indication contraire, les informations mentionnées dans cette section peuvent être confirmées par la base de données cinématographiques IMDb,  présente dans la section « Liens externes ».

### Hollywood Walk of Fame
- Étoile obtenue dans les catégories « Cinéma » et « Télévision » le 8 février 1960, au 6821 Hollywood Blvd

### Récompenses
- National Board of Review Awards 1941 : meilleure interprétation pour La Grande Évasion et Ladies in Retirement
- National Board of Review Awards 1942 : meilleure interprétation pour La Péniche de l'amour
- Saturn Awards 1976 : meilleure actrice dans un second rôle pour La Pluie du diable

### Nominations
- Primetime Emmy Awards 1957 : meilleure performance continue dans une série dramatique pour Four Star Playhouse
- Primetime Emmy Awards 1958 : meilleure actrice dans une série dramatique ou comique pour Mr. Adams and Eve
- Primetime Emmy Awards 1959 : meilleure actrice dans une série dramatique ou comique pour Mr. Adams and Eve

### Hommages
- Carla Bley lui a dédié une composition, Ida Lupino.
- Paul Bley, Turns, 1964
- Paul Bley, Closer, 1965
- Guillaume de Chassy, Faraway So Close, 2008
- Camélia Films lui consacre une rétrospective pour son travail de réalisatrice le 30 septembre 2020, comprenant Not Wanted (1949), Never Fear (1949), The Hitch-hicker (1953) et The Bigamist (1953).

### Documentaire
- (fr) Clara et Julia Kuperberg, Ida Lupino. Gentlemen & Miss Lupino, OCS, 2020.